# Заповідник Ліс Мабіра

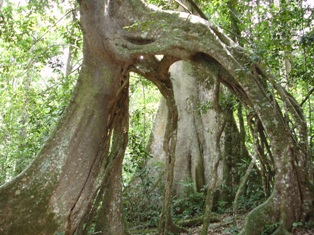
Арка з коренем дерева в лісі Мабіра

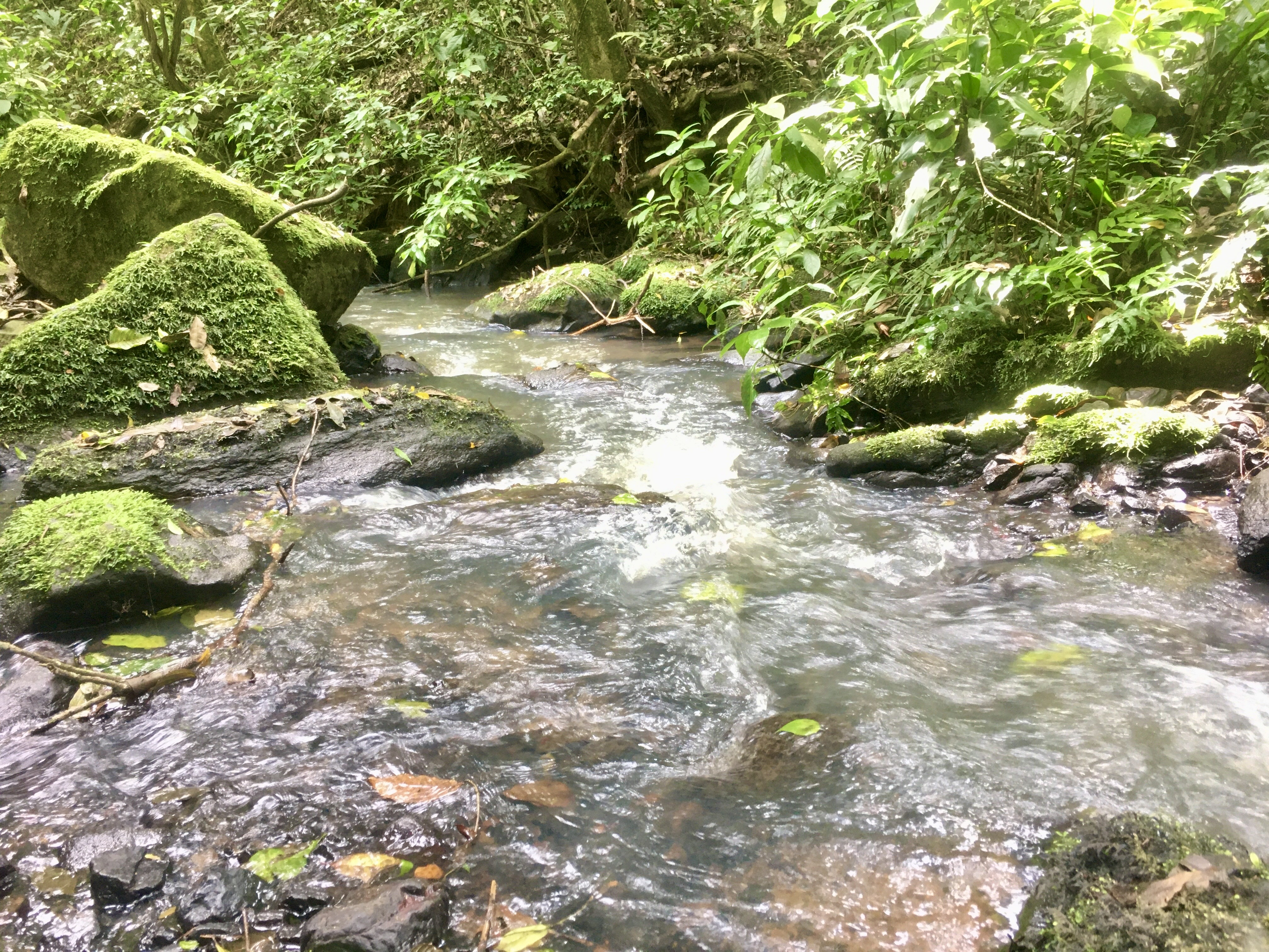
Струмок в Заповіднику Ліс Мабіра

Ліс Мабіра — це тропічний ліс, з площею близько 300 км² в Уганді, розташований в районі Буйкве. З 1932 року охороняється як лісовий заповідник Мабіра. Тут проживає багато видів, що знаходяться під загрозою зникнення, серед них угандійський мангабей (Lophocebus ugandae).

## Географія
Центральний лісовий заповідник Мабіра розташований на північ від озера Вікторія. Заповідник займає площу 30 038 га. Він розташований на пологій горбистій місцевості з багатьма пагорбами з плоскими вершинами, розділеними широкими долинами струмків. Висоти від 1070 до 1340 м над рівнем моря. Хоча озеро Вікторія розташоване поблизу південної межі заповідника, ліс дренується річками, які впадають переважно у Білий Ніл. 
Лісовий заповідник оточений сільськогосподарськими угіддями та 27 населеними пунктами. 

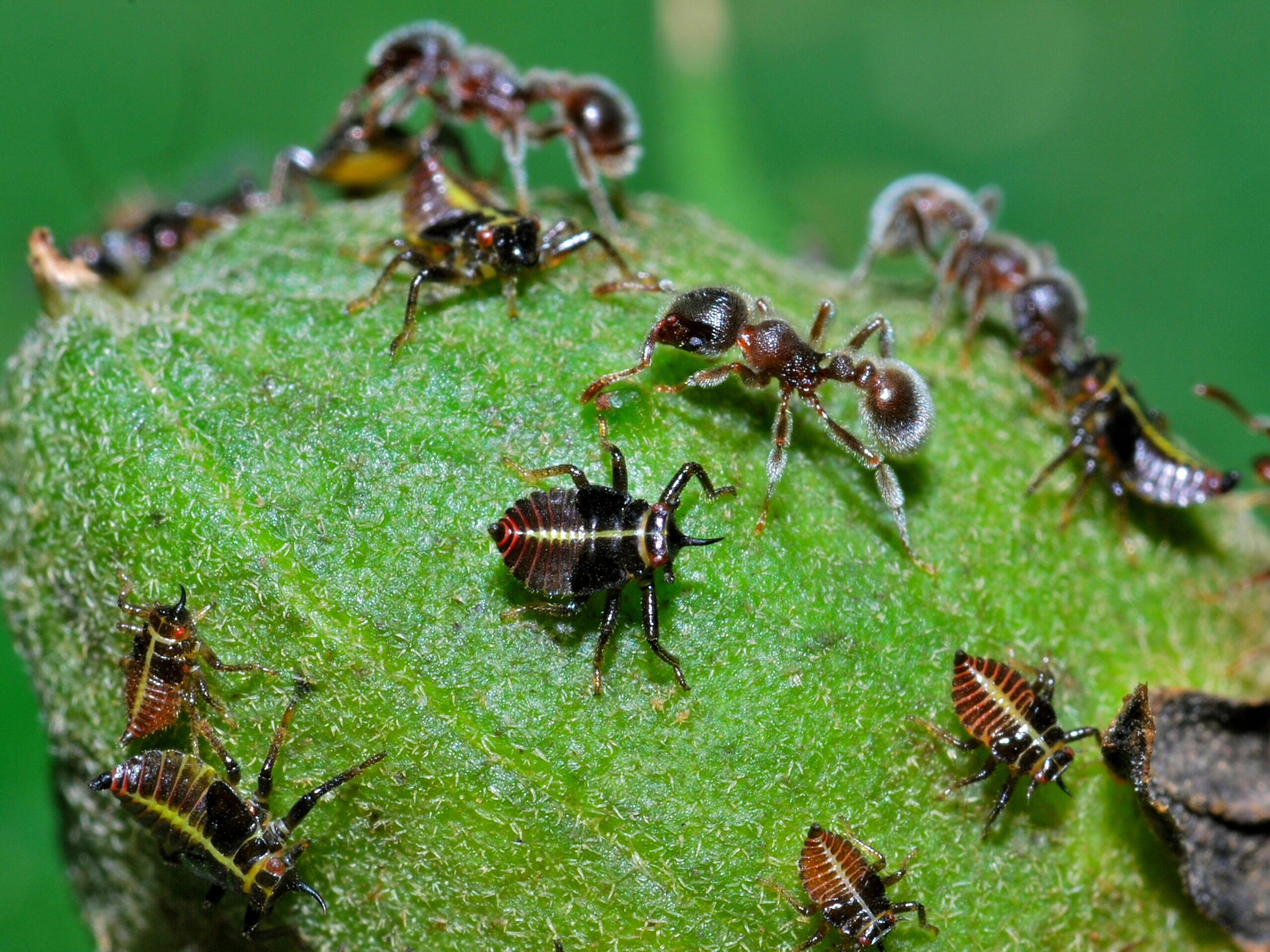
Мурахи та тля в лісі Мабіра

## Екологія
Ліс Мабіра — це найбільша ділянка напіввічнозеленого тропічного лісу, що залишилася в мозаїчному екорегіоні лісів-саван басейну Вікторії. Заповідник є вторинним лісом і зазнав тривалого антропогенного впливу. Заготівля лісу тут почалася на початку 20-го століття, і типові дерева Східної Африки такі, як червоне дерево ( Khaya anthotheca ) і мвуле ( Milicia excelsa ), які були присутні до 1950-х років, в заповіднику більше не поширені. У 1970-х і 80-х роках уряд дозволив створення плантації бананів і кави в заповіднику. 
У заповіднику мешкає 315 видів птахів, 312 видів дерев, 218 видів метеликів, 97 видів молі, 23 види дрібних ссавців. Найвідомішими тваринами лісу є рідкісні угандійські мангабеї, а також слонові землерийки, для яких ліс Мабіра є останнім прихистком в Уганді. 

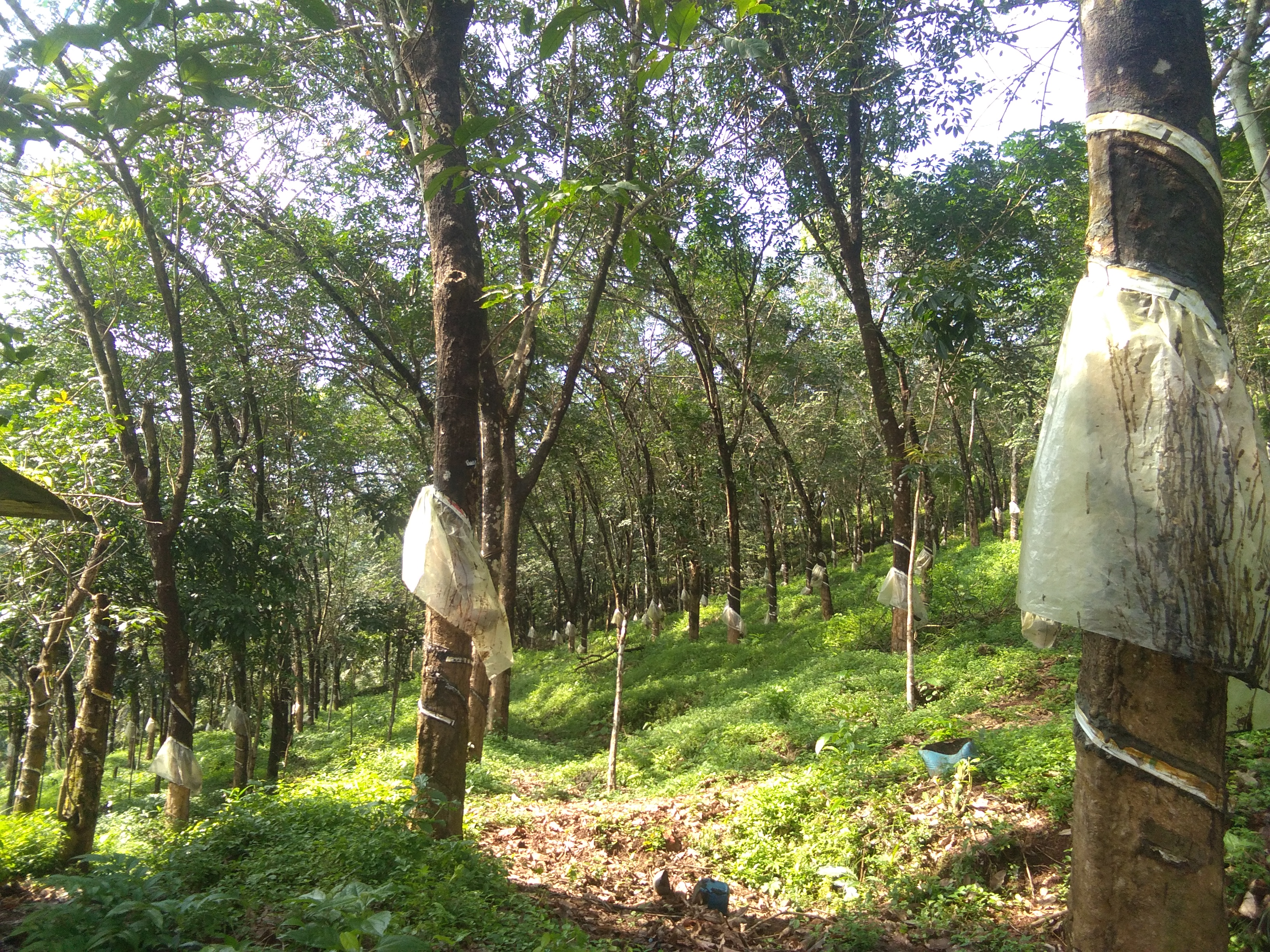
Каучукові дерева

## Плани вирубки лісу
У 2007 році цукрова корпорація Уганди Лімітед (SCOUL), яка є спільною власністю уряду Уганди та Mehta Group, оголосила про плани розчистити третину лісу Мабіра (близько 70 км², для плантацій цукрової тростини). Президент Йовері Мусевені та його кабінет підтримали цей план.
Плани знищення лісу піддалися критиці в Уганді. У той час як екологічні активісти боялися втрати видів, що знаходяться під загрозою зникнення, посилення ерозії, шкоди для засобів існування місцевих жителів і негативного впливу на водний баланс і регіональний клімат, прихильники вирубки лісу в заповіднику сподівалися на створення робочих місць. У документі Кабінету міністрів говорилося, що план вирубки створить 3500 робочих місць.
Кабака (король) Буганди виступив проти плану вирубки лісів і запропонував альтернативні землі для виробництва цукрової тростини. Англіканська церква Муконо також запропонувала землю.
Щонайменше троє людей були вбиті під час демонстрації близько 1000 осіб на захист лісу Мабіра. Після чого пройшли заворушення проти азіатів, оскільки Mehta Group належить Індії. Також були підпалені плантації SCOUL, поширювалися електронні листи та SMS із закликами бойкотувати цукор Лугазі SCOUL.
Президент Мусевені виступив на захист плану вирубки лісів, сказавши, що йому «не завадять люди, які не бачать, де майбутнє Африки». За його словами, активісти Save Mabira "не розуміють, що майбутнє всіх країн - за переробкою". У травні 2007 року міністр навколишнього середовища Уганди оголосив, що плани вирубки лісів призупинено, і що уряд намагається знайти альтернативну землю для Mehta Group.

## Туризм
Лісовий заповідник Мабіра приваблює відвідувачів (громадян та іноземців), які цікавляться його природною красою та різноманітною флорою та фауною. Деякі з видів діяльності, доступних для туристів, включають спостереження за птахами, спостереження за дикою природою, прогулянки на природі з гідом, кемпінги/пікніки, катання на велосипеді, стеження за приматами. Туризм є джерелом доходу для уряду та місцевої громади.  